# 芭芭拉·金索沃
芭芭拉·埃伦·金索沃（Barbara Ellen Kingsolver，1955年4月8日—）是一位美国小说家、散文家和诗人。 2023年，她凭借自己的小说获得普立茲小說獎 她经常关注社會正義、生物多樣性以及人类和环境之间的相互作用等議題。她還是第一位两次获得百利女性小說獎的作家。自1993年以来，她的每部作品都登上了紐約時報暢銷書榜。 
金索沃在肯塔基州农村长大，童年时期曾在刚果民主共和国短暂居住，後來又在阿巴拉契亞定居。 金索沃擁有德葩大学和亚利桑那大学的生物学、生态学和演化生物学学位。